# Liga Mexicana 1917/18
In 1917/18 werd het zestiende seizoen gespeeld van de Liga Mexicana de Football Amateur Association, de hoogste voetbalklasse van Mexico. Pachuca werd kampioen.

## Eindstand
| Plaats | Club        | Wed. | W | G | V | Saldo | Ptn. |
| ------ | ----------- | ---- | - | - | - | ----- | ---- |
| 1.     | Pachuca AC  | 10   | 7 | 2 | 1 | 18:9  | 16   |
| 2.     | España FC   | 10   | 7 | 0 | 3 | 14:8  | 14   |
| 3.     | CF México   | 10   | 4 | 2 | 4 | 13:8  | 10   |
| 4.     | Junior Club | 10   | 4 | 1 | 5 | 11:11 | 9    |
| 5.     | España B    | 10   | 2 | 2 | 6 | 7:12  | 6    |
| 6.     | América     | 10   | 2 | 1 | 7 | 6:21  | 5    |

|  | Kampioen                                                                        |
|  | CF México vroeg toestemming om zich terug te trekken enkel voor seizoen 1918/19 |
|  | Het tweede elftal van España werd ontbonden na dit seizoen                      |

### Kampioen
| Liga Mexicana de 1917/18    |
| Mexico                      |
| --------------------------- |
| PACHUCA Kampioen (2° titel) |

## Topschutters
| Speler                      | Speler           | Goals | Club      |
| --------------------------- | ---------------- | ----- | --------- |
| Vlag van Spanje (1785-1931) | Lázaro Ibarreche | 6     | España FC |